# Davit Kereselidze
Davit Kereselidze (Tiflis, 19 de agosto de 1999) es un futbolista georgiano que juega en la demarcación de portero para el FC Dila Gori de la Erovnuli Liga.

## Selección nacional
Tras jugar en las categorías inferiores de la selección, finalmente hizo su debut con la selección de Georgia el 5 de junio de 2025 en un encuentro amistoso contra Islas Feroe que finalizó con un resultado de 1-0 a favor del combinado georgiano tras un gol de Luka Lochoshvili.

## Clubes
| Club             | País    | Año       | Partidos | Goles |
| ---------------- | ------- | --------- | -------- | ----- |
| FC Tskhinvali    | Georgia | 2014-2018 | 25       | 0     |
| FC Gagra         | Georgia | 2019-2021 | 69       | 0     |
| SK Dinamo Tiflis | Georgia | 2022-2023 | 22       | 0     |
| FC Dila Gori     | Georgia | 2024-     | 50       | 0     |